# Estación de Spiez
La estación de Spiez es la principal estación ferroviaria de la comuna suiza de Spiez.
La estación está ubicada en el centro del núcleo urbano de Spiez, y respecto a su situación ferroviaria, se encuentra en la línea Berna - Lötschberg - Simplon, y en ella nacen las líneas Spiez - Zweisimmen y Spiez - Interlaken-Ost.
La comunicación con el sur de Suiza se ha visto notablemente mejorada desde el año 2007 gracias al Túnel de base de Lötschberg y los tiempos de viaje han sido reducidos de forma notable.

## Servicios ferroviarios
Desde la estación Spiez operan tres operadoras SBB-CFF-FFS, BLS y DB, y cada una opera dentro de diferentes ámbitos: Los SBB-CFF-FFS ofertan conexiones de ámbito nacional, y en algún caso, internacional; BLS ofrece trenes que cubren trayectos regionales; mientras que DB usa sus trenes ICE para conectar con varias ciudades alemanas.

### SBB-CFF-FFS
Existen numerosas conexiones nacionales y también se ofrecen algunas con destinos fuera de Suiza.Las rutas nacionalesson prestadas por trenes InterCity (IC):
- IC Romanshorn - Amriswil - Sulgen - Weinfelden - Frauenfeld - Winterthur - Zúrich Aeropuerto - Zúrich - Berna - Thun - Spiez - Visp - Brig.
- IC Basilea SBB - Olten - Berna  - Thun - Spiez - Visp - Brig (- Domodossola).
- IC Basilea SBB - Olten - Berna  - Thun - Spiez - Interlaken West - Interlaken Ost

En cuanto a los servicios internacionales, mantiene tres conexiones diarias por sentido que hacen el trayecto Basilea - Milán:
- EC Basilea SBB - Olten - Berna  - Thun - Spiez - Visp - Brig - Domodossola - Stresa - Milán

### BLS
La operadora BLS (Berna - Lötschberg - Simplon) es la compañía que presta un servicio regional y de mayor proximidad. Opera desde Spiez varias rutas, que nacen desde esta estación o efectúan parada en ella:
- RE Brig - Frutigen - Spiez - Thun - Berna. Este servicio RegioExpress tiene un tren cada hora y por cada dirección, y es denominado RegioExpress Lötschberg porque para salvar el paso del Lötschberg utiliza el trazado antiguo, usado hasta 2007 por todos los trenes que se dirigían hacia Brig desde Berna/Thun, pero al abrirse el túnel de base homónimo y reducirse los tiempos de viaje, los trenes dejaron de circular por el trazado original. Este tren sirve a todas las estaciones del tramo Brig - Spiez, circulando como semidirecto desde esta última hasta Berna.

- RE Interlaken Ost - Interlaken West - Spiez - Zweisimmen. Entre Spiez y Zweisimmen únicamente para en las principales estaciones. Este tren RegioExpress usa coches panorámicos, pues forma parte de la ruta Golden Pass. Existen varias frecuencias repartidas a lo largo del día.

- R Spiez - Zweisimmen. Este tren Regio enlaza cada hora las dos localidades. Para en todas las estaciones de la línea, y en Spiez posibilita el transbordo a otros trenes, teniendo enlace con el RE Lötschberg para continuar viaje hasta Thun y Berna, o viceversa.

- R Spiez - Interlaken Ost. Hay salidas cada hora y efectúa parada en todas las estaciones de la línea.

### DB
Los ferrocarriles Alemanes (DB) tienen también presencia en Spiez puesto que explotan varias rutas con destino a Alemania, principalmente prestadas por su buque insignia, el ICE:
- ICE Interlaken Ost - Interlaken West - Spiez - Thun - Berna - Olten - Basilea SBB - Friburgo de Brisgovia - Mannheim - Fráncfurt - Berlín. Tiene tres frecuencias por día y sentido.

- ICE Interlaken Ost - Interlaken West - Spiez - Thun - Berna - Olten - Basilea SBB - Friburgo de Brisgovia - Mannheim - Fráncfurt - Hamburgo. Cuenta con una salida diaria por sentido.